# Дижонский трамвай
Дижонский трамвай — система трамвая в городе Дижон, Франция.

## Описание
Вид общественного транспорта, содержит 2 линии, 20 км, 34 остановки. колея 1435 мм. 1 депо.

## История
Первая система 
- 1895-1961.В 30-х годах 20 века, модернизация и расширение системы. С 50-х годов постепенное сокращение и переход к автобусам. Закрыт в 1961, до 1966 заменял троллейбус города, открыт в 1950. Далее замещение автобусами.

Вторая система
- 1 сентября 2012 - настоящее время. К 2000-м годам назрела реформа транспорта, в 2008 предложено два проекта шинный или рельсовый трамвай. Утвердили строительство рельсового трамвая.

## Маршруты
- T1 - 1 сентября 2012
- T2 - 8 декабря 2012

В планах построить третью линию.

## Подвижной состав
Старый подвижной состав.
33 вагона Citadis 302 Alstom, бортовые номера 1001-1033.